# Telovac
Telovac (izvirno srbsko Теловац) je naselje v Srbiji, ki upravno spada pod Občino Bela Palanka; slednja pa je del Pirotskega upravnega okraja.

## Demografija
V naselju živi 41 polnoletnih prebivalcev, pri čemer je njihova povprečna starost 64,6 let (61,7 pri moških in 67,5 pri ženskah). Naselje ima 26 gospodinjstev, pri čemer je povprečno število članov na gospodinjstvo 1,69.
To naselje je popolnoma srbsko (glede na rezultate popisa iz leta 2002).
|  |

| Demografija | Demografija     | Demografija     |
| Leto        | Št. prebivalcev | Št. prebivalcev |
| ----------- | --------------- | --------------- |
|             |                 |                 |
|             |                 |                 |
|             |                 |                 |
|             |                 |                 |
| 1948        | 415             |                 |
| 1953        | 405             |                 |
| 1961        | 326             |                 |
| 1971        | 266             |                 |
| 1981        | 160             |                 |
| 1991        | 81              | 81              |
| 2002        | 44              | 44              |
|             |                 |                 |

| Etnična sestava po popisu iz leta 2002 | Etnična sestava po popisu iz leta 2002 | Etnična sestava po popisu iz leta 2002 | Etnična sestava po popisu iz leta 2002 | Etnična sestava po popisu iz leta 2002 |
| -------------------------------------- | -------------------------------------- | -------------------------------------- | -------------------------------------- | -------------------------------------- |
| Srbi                                   | Srbi                                   |                                        | 44                                     | 100,0%                                 |
| Neznano                                | Neznano                                |                                        | 0                                      | 0,0%                                   |